# Resina a scambio ionico

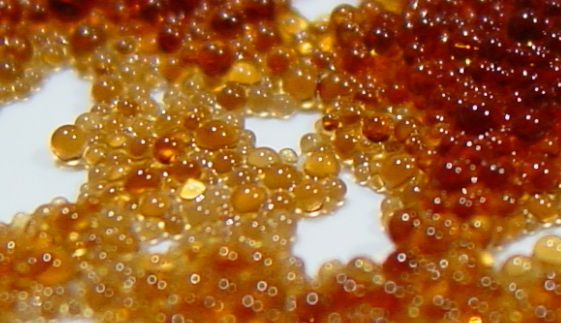
Pellets di resina a scambio ionico.

Una resina a scambio ionico è composta da una matrice polimerica (in genere granuli di pochi millimetri di diametro) in cui sono intrappolati o inglobati ioni, disponibili per lo scambio ionico. Esistono numerosissime resine per lo scambio ionico, la maggior parte delle quali sono a base di polistirene, in genere reticolato con divinilbenzene, a cui poi sono aggiunti gruppi funzionali in grado di catturare o rilasciare gli ioni.
Le resine a scambio ionico hanno sostituito in larga parte l'uso delle zeoliti e trovano largo impiego in varie applicazioni di ingegneria chimica, in particolare nei processi di demineralizzazione, ad esempio dell'acqua.
Le resine possono essere cationiche (in grado di scambiare cationi) o anioniche (in grado di scambiare anioni). Dapprima vengono usate quelle cationiche, con le quali si abbatte la durezza scambiando gli ioni Ca2+ e Mg2+ presenti nell'acqua con gli ioni Na+ della resina tramite le reazioni
Ca2+ + 2NaR → CaR2 + 2Na+ [dove R=resina]
RH + Na+ → RNa + H+
Successivamente si usano quelle anioniche per abbattere la salinità (rimasta praticamente inalterata dal procedimento precedente) ed ottenere un'acqua perfettamente desalinizzata (deionizzata) tramite la reazione
ROH + Cl- → RCl + OH-
Quando le resine si saturano devono essere rigenerate. Vengono perciò rimosse dall'impianto, immerse nel reattivo adatto e macinate (con l'uso tendono ad unirsi e formare dei blocchi). Nella rigenerazione avvengono queste reazioni
2Na+ + CaR2 → 2NaR + Ca2+
HCl + RNa → RH + NaCl
NaOH + RCl → ROH + NaCl